# ارتم سیتلو
ارتم سیتلو (اوکراینی: Артем Сергійович Сітало؛ زادهٔ ۱ اوت ۱۹۸۹) بازیکن فوتبال اهل اوکراین است.